# Czarna (powiat łańcucki)
Czarna – wieś w Polsce, położona w województwie podkarpackim, w powiecie łańcuckim, w gminie Czarna.
Miejscowość jest siedzibą gminy Czarna oraz rzymskokatolickiej parafii Imienia Najświętszej Maryi Panny.
| SIMC    | Nazwa            | Rodzaj    |
| ------- | ---------------- | --------- |
| 0647150 | Cierpisz         | część wsi |
| 0647167 | Kmiecie          | część wsi |
| 0647173 | Kołki            | część wsi |
| 0647180 | Podbórz          | część wsi |
| 0647196 | Podczekaj        | część wsi |
| 0647204 | Skotnik pod Wolą | część wsi |
| 0647210 | Zawodzie         | część wsi |

W latach 1954–1972 wieś należała i była siedzibą władz gromady Czarna.

## Zabytki
Kościół parafialny pw. Imienia NMP usytuowany w środku wsi, nieopodal skrzyżowania dróg do Sokołowa Małopolskiego i Dąbrówek. Pierwotnie orientowany, murowany z cegły, otynkowany, neogotycki. Złożony z prostokątnego korpusu i węższego, zakończonego prosto prezbiterium. Fasada współczesna, zwieńczona pseudoschodkowym szczytem, od północy do korpusu dostawiona kaplica. Wewnątrz wyposażenie neogotyckie.
Kapliczka: Wymurowana w połowie XIX wieku w południowej części wsi, obok skrzyżowania drogi do Łukawca.
Dawna leśniczówka Potockich: 
Znajduje się przy północnym krańcu wsi, na skraju lasu, kilkaset metrów na wschód od drogi do Sokołowa Małopolskiego. Wybudowana w 1934 roku, murowana z cegły z tynkowanym detalem architektonicznym. Przy elewacji frontowej ganek.
Budynki mieszkalne: Najstarsze zachowane budynki mieszkalne pochodzą z XIX wieku. Charakterystyczną cechą tych zrębowych obiektów są pomieszczenia gospodarcze - dawne warsztaty tkackie usytuowane pod wspólnym dachem.

## Ludzie związani z Czarną
- Aleksander Augustyn Rejman (ur. 12 sierpnia 1914, zm. 17 lutego 2005 w Warszawie) – polski ogrodnik pomolog, prorektor Szkoły Głównej Gospodarstwa Wiejskiego.